# Недув
Недув (пол. Niedów, нім. Nieda) — село в Польщі, у гміні Зґожелець Зґожелецького повіту Нижньосілезького воєводства.
У 1975-1998 роках село належало до Єленьоґурського воєводства.

## Галерея

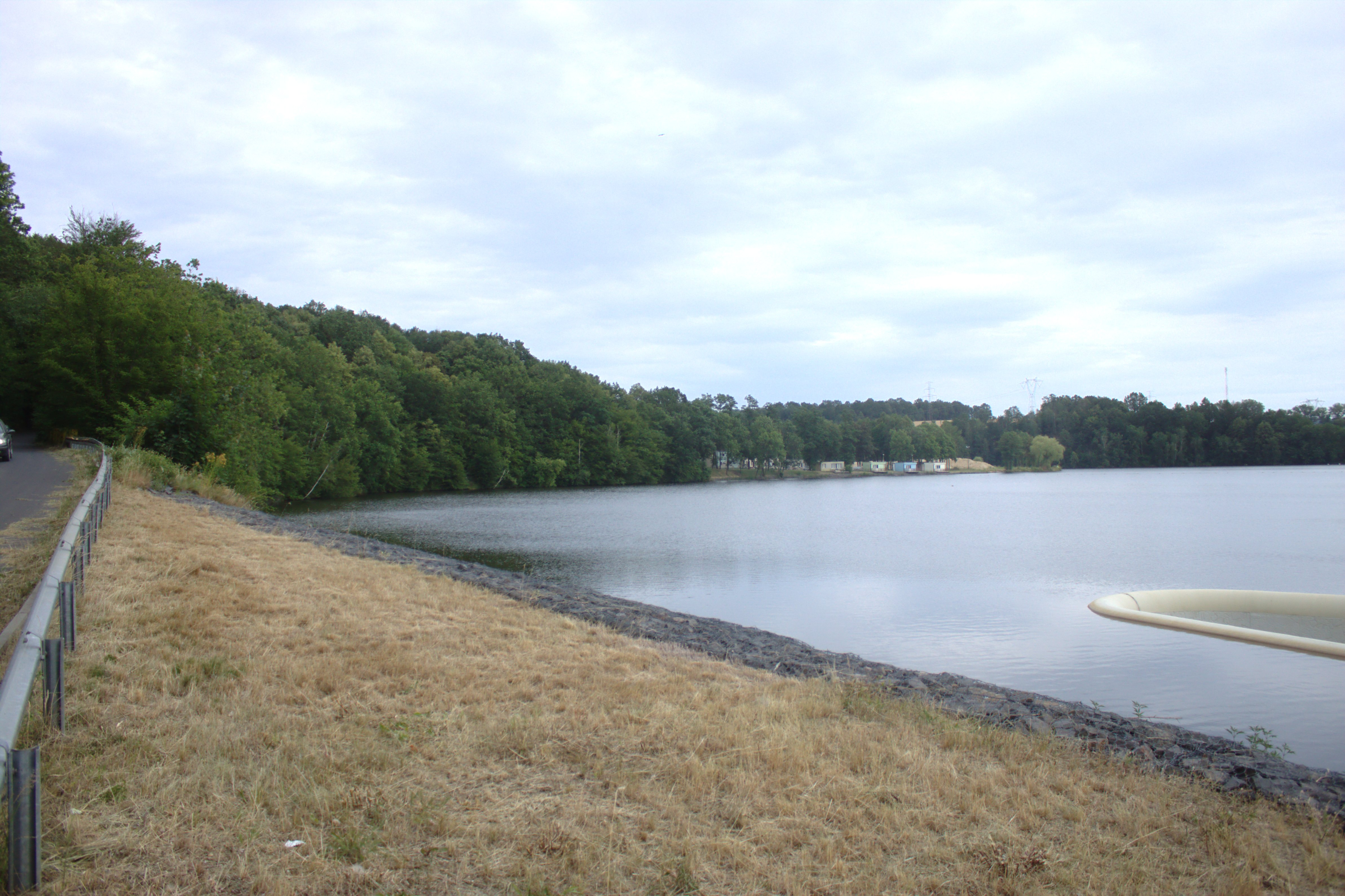
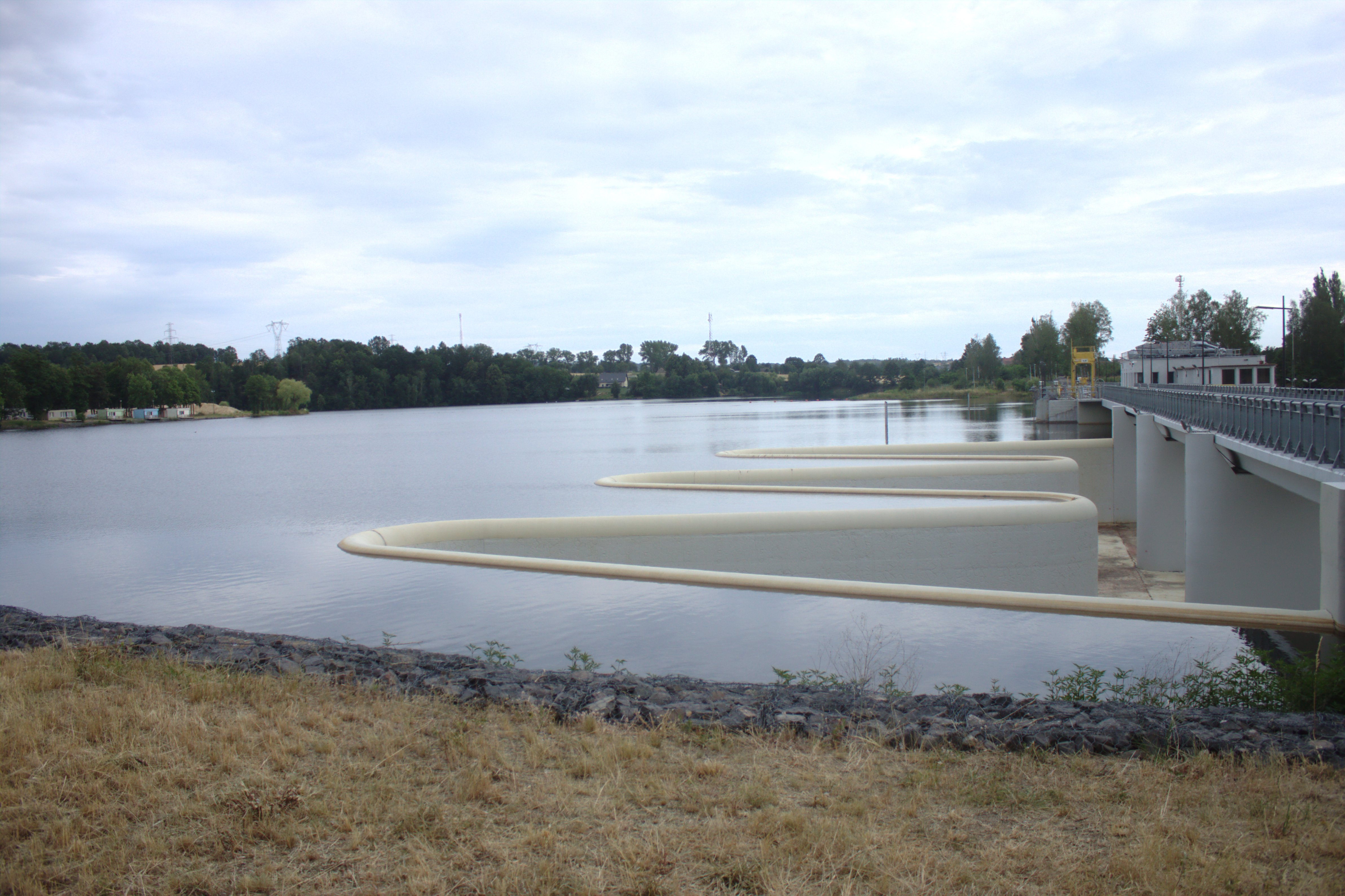
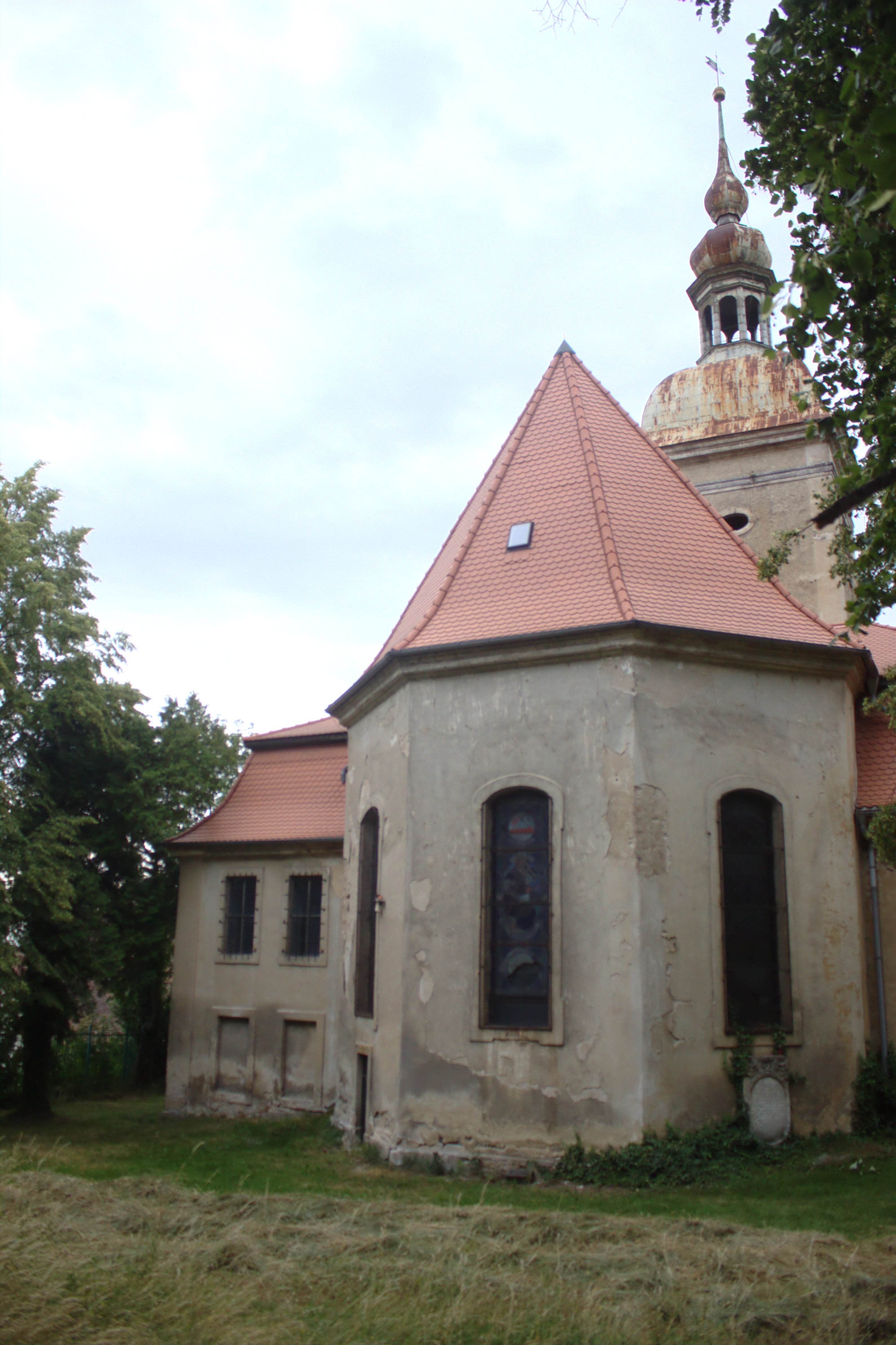